# Тимирязевское сельское поселение (Ульяновская область)
Тимиря́зевское се́льское поселе́ние — муниципальное образование в составе Ульяновского района Ульяновской области. Административный центр — посёлок Тимирязевский.

## Население
| 2010  | 2012  | 2013  | 2014  | 2015  | 2016  | 2017  |
| ----- | ----- | ----- | ----- | ----- | ----- | ----- |
| 5406  | ↘5384 | ↗5388 | ↘5373 | ↗5390 | ↘5360 | ↘5310 |
| 2018  | 2019  | 2020  | 2021  |       |       |       |
| ↘5285 | ↘5250 | ↘5237 | ↘4874 |       |       |       |

## Состав сельского поселения
В состав поселения входят 11 населённых пунктов: 2 села, 4 посёлка, 4 деревни и 1 разъезд.
| №  | Населённый пункт | Тип населённого пункта          | Население |
| -- | ---------------- | ------------------------------- | --------- |
| 1  | Авдотьино        | деревня                         | 131       |
| 2  | Бирючёвка        | деревня                         | 15        |
| 3  | Михайловка       | деревня                         | 279       |
| 4  | Новая Бирючевка  | посёлок                         | 788       |
| 5  | Новый Урень      | село                            | 1065      |
| 6  | Семёновка        | деревня                         | 197       |
| 7  | Лаишевка         | посёлок при станции             | 448       |
| 8  | Тимирязевский    | посёлок, административный центр | 1679      |
| 9  | Торфболото       | посёлок                         | 11        |
| 10 | Шумовка          | село                            | 783       |
| 11 | 170 км           | разъезд                         | 10        |

## Предприятия
- ООО «Агрофирма Абушаев» (Шумовка) — производство зерна и коневодство.
- ГНУ УНИИСХ РАСХН (Тимирязевский) — научное учреждение, занимающееся селекцией продовольственных и кормовых культур и крупного рогатого скота и производством семян и саженцев.